# Maître des Petits Paysages

Paysage avec berger et fermes, gravure sur papier d'après un dessin du Maître des Petits Paysages, publiée par Hieronymus Cock.

Le Maître des Petits Paysages est un peintre et dessinateur du XVIe siècle, non identifié ce jour, de la peinture flamande miniaturiste de la Renaissance. 

## Description
Attribué jusqu'au XXe siècle à Pieter Brueghel l'Ancien, ce corpus dessiné - de plusieurs villages tranquilles, de fermes et cottages, de paysages champêtres, d'animaux sur le chemins de la ferme sans rôles important - est manifestement dessiné sur le vif et situé dans la région d'Anvers.
Plusieurs artistes sont possibles : Hans Bol, Pieter Brueghel l'Ancien, Jérôme Cock, son frère Matthieu Cock, Cornelis Cort, Cornelis van Dalem, Joos van Liere, Corneille Metsys ou encore un dessinateur anonyme.
Ce corpus présente une vingtaine de dessins dont certains sont reproduits en deux séries de gravures par Joannes et Lucas van Doetecum. Elles sont publiées par Jérôme Cock sous le nom de « petits paysages » en 1559 et 1561, mais sans préciser le dessinateur. En 1601, une nouvelle réimpression par Philippe Galle précise que Cornelis Cort en est l'auteur, mais il semble que ce soit une manœuvre commerciale.
L'opinion actuelle est que tous ces dessins sont d'une même main, mais réalisés en deux fois. Tous les dessins sont en format horizontal. L'horizon est bas et plat. Des animaux et des personnages brueguéliens sont parfois ajoutés par une autre main.
Le nom de Pieter Brueghel l'Ancien est également associé à la page titre d'une nouvelle reproduction d'une série de 33 Petits paysages publiés et gravés par Nicolas-Jean Visscher dit Piscator en 1612. 
La page-titre déclare : A P. BRUEGELIO DELINEATÆ - dessiné par P. Breugel. Bien que cela constitue l'évidence d'un lien entre Bruegel et Les Petits Paysages, il faut remarquer une différence de quinze ans entre les deux groupes.
Les recherches menées au début des années 2000 laissent croire que le Maître des Petits Paysages serait plutôt Cornelis Cort.

## Œuvres
- Champs de blanchissage devant une ville, (13,4 × 20,3 cm), Cambridge Massachusetts.
- Vue d'un village, (12,7 × 39,7 cm), New York (gravé par les frères Jean et Lucas Doetecum, Rotterdam.)
- Scène de rue dans un village, (12,3 × 19 cm), Chatsworth
- Pique-nique musical devant un château, (13,1 × 19,5 cm), Chatsworth
- Jeu de l'oie devant une ville, (13,1 × 19,5 cm), Chatsworth
- Anvers avec la tour Kronenburg, (12,3 × 19,2 cm), Chatsworth
- Vue d'un village, (18,3 × 25,6 cm), Institut Néerlandais, Paris (Trace de gouache blanche et bleue sur un papier préparé bleu-vert.)
- Vue d'un village avec un clocheton, (9 × 19,3 cm), Rotterdam
- Vue d'un village avec un débarcadère, (12,4 × 19,8 cm), Rotterdam
- Une digue, devant une vue d'Anvers, (12,9 × 20,1 cm), Berlin
- Vue avec une cité fortifiée, v. 1560, Vienne (Signé Joos va Lie...; attribué à Joos van Liere[3]. Proposé comme de Bruegel l'Ancien[4].)
- Village derrière des arbres, Cambridge, Fitzwilliam Museum
- Deux cavaliers devant une rue de village (12,5 × 18,1 cm), collection privée (vendu chez Christie's à Londres le 1er décembre 1970. Les personnages sont ajoutés).
- Vue d'un village, (12,7 × 39,7 cm), Metropolitan Museum of Art (seule la moitié gauche du dessin est utilisée pour la gravure).
- Village imaginaire dans un paysage rocheux, Szépmüvészeti Múseum, Budapest.
- Village réfléchi dans l'eau, National Gallery of Art, Washington D.C (dans la marge : « Jodoctas van lier inventor Hhondius excudit. »
- Ferme près d'Hoboken, Amsterdam